# بلک واچ (کشتی)
بلک واچ (کشتی) (به انگلیسی: Black Watch (ship)) یک کشتی است. این کشتی در سال ۱۹۷۱ ساخته شد.